# توماس ویلسون (کشتی‌شکسته)

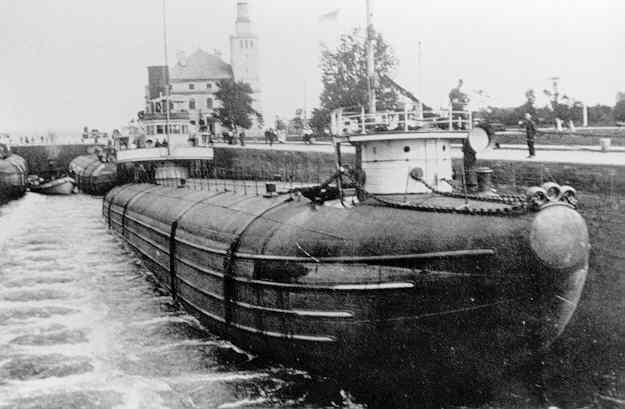
کشتی توماس ویلسون در ۱۹۰۱

توماس ویلسون (کشتی‌شکسته) (به انگلیسی: Thomas Wilson (shipwreck)) یک کشتی بود که طول آن ۳۰۸ فوت (۹۴ متر) بود. این کشتی در سال ۱۸۹۲ ساخته شد.